# Набэсима Наоцунэ
Набэсима Наоцунэ (яп. 鍋島 直恒, 2 января 1702 — 25 ноября 1749) — японский даймё периода Эдо, 4-й правитель княжества Хасуноикэ (1717—1749).

## Биография
Родился в Эдо в районе Адзабу как второй сын Набэсимы Наонори, 3-го даймё Хасуноикэ. Мать, Кёсё-ин, родная дочь Оханавы Наритакэ и приёмная дочь Набэсимы Мицусигэ. В 1717 году Наоцунэ унаследовал княжество в связи с уходом своего отца на покой.
В 1718 году Набэсима Наоцунэ ввёл временный налог из-за финансовых трудностей, а также занял средства у купцов в Нагасаки. В 1732 году из-за засухи и нашествия насекомых доход княжества сократился на 6 400 коку, а стихийные бедствия продолжались одно за другим. По этой причине к 1745 году Наоцунэ реорганизовал свои финансы. Примерно в 1748 году монах Хакуин Экаку из секты Риндзай начал переписку с Наоцунэ, которая содержится в сборнике Оратэгама (遠羅天釜, «Чайник с тиснением»).
В 1749 году Набэсима Наоцунэ умер в Эдо в возрасте 47 лет. Ему наследовал его старший сын Наооки.

## Семья
Жена, дочь Набэсимы Мицусигэ, 3-го даймё Саги. Наложница, Мука-ин, дочь Инудзуки Цунэаки. Их сын:
- Набэсима Наооки, старший сын

Наложница, дочь Окумы Ёсио. Их сын:
- Набэсима Наохиро, четвёртый сын

Дети от неизвестной матери:
- Набэсима Такаёси, второй сын
- наложница Набэсимы Накацукасы
- Мута Морихиро, третий сын
- наложница Исахаи Исими
- наложница Хорикавы Ясудзанэ
- наложница Инудзуки Цунэёси
- приёмная дочь Исахаи Исими
- наложница Набэсимы Сюмэ